# Set-dansi
Set-dansi is een Surinaamse dans.
Set-dansi is een variant van hofdansen als de caledonia, carré en quadrille, die in Nederland gangbaar waren, in combinatie met volksliedjes als de Amerikaanse Yankee doodle.
De dans wordt begeleid door muziek op onder meer fluit, trommels en viool. Voorbeelden van musici uit (onder meer) dit genre zijn Jopie Vrieze, John Gietel en George Schermacher.